# Electrophaes aggrediens
Electrophaes aggrediens là một loài bướm đêm thuộc họ Geometridae.